# PTT Stadium
Das PTT Stadium (Thai สนาม ปตท. ระยอง หรือ สนามสวนสมุนไพร มาบข่า), auch bekannt als Mabka Stadion, ist ein reines Fußballstadion in Rayong in der Provinz Rayong, Thailand. Es ist das Heimstadion von dem Erstligisten PTT Rayong FC. Das Stadion hat eine Kapazität von 12.000 Personen. Das Stadion trägt den Namen des Eigentümer und Hauptsponsor des Vereins PTT Public Company Limited. Ende 2019 stieg PTT Rayong aus dem Ligabetrieb aus.

## Nutzer des Stadions
| Verein        | Zeitraum der Nutzung |
| ------------- | -------------------- |
| PTT Rayong FC | 2011 bis 2019        |